# Помарико
Помарико (італ. Pomarico) — муніципалітет в Італії, у регіоні Базиліката,  провінція Матера.
Помарико розташоване на відстані близько 380 км на південний схід від Рима, 65 км на схід від Потенци, 18 км на південь від Матери.
Населення — 4172 особи (2014).

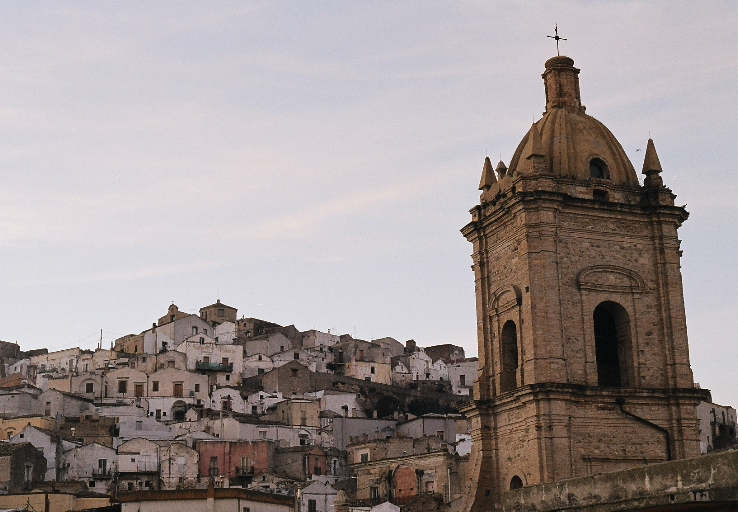

Щорічний фестиваль відбувається 8 травня. Покровитель — святий Архангел Михаїл.

## Демографія
Населення за роками:

Станом на 1 січня 2023 року в муніципалітеті офіційно проживало 90 іноземців з 13 країн, серед них 46 громадян країн Євросоюзу та 4 громадяни України.

## Уродженці
- Франко Сельваджі (*1953) — відомий у минулому італійський футболіст, нападник, згодом — футбольний тренер.

## Сусідні муніципалітети
- Феррандіна
- Мільйоніко
- Монтескальйозо
- Пістіччі